# Galinstan

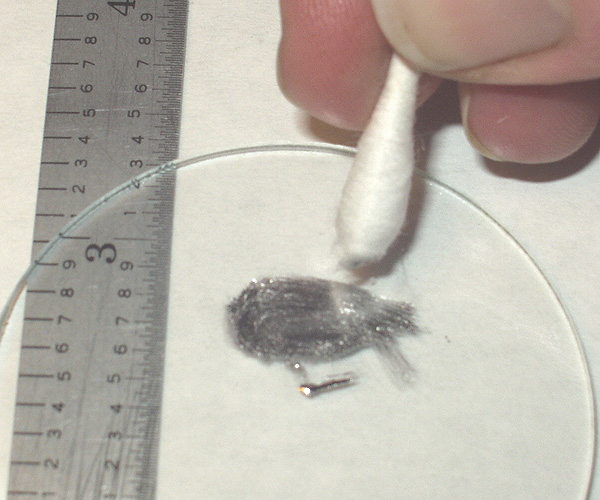
Galinstan, verrieben auf Glas

Galinstan (Wortmarke) ist eine silbrige Legierung aus Gallium, Indium und Zinn. Der Name ist ein Kunstwort aus Gallium, Indium und Stannum (lateinisch für Zinn). Die Legierung ist bei Raumtemperatur flüssig und schmilzt bei einer Temperatur von ca. −19 °C (Fest-flüssig-Phasenübergang).
Galinstan wird in mancher Literatur als die eutektische Legierung aus Gallium, Indium und Zinn genannt, diese hat jedoch andere physikalische Eigenschaften.
Galinstan haftet an vielen Materialien, unter anderem auch an Glas. So können Thermometer mit Galinstan nur hergestellt werden, wenn das Innere der Röhre zuvor mit Gallium(III)-oxid beschichtet wird. Die starke Adhäsion auf vielen, auch glatten, Oberflächen ist auf die Galliumoxidschicht zurückzuführen, die sich sehr schnell an Luft bildet.
Ebenso wie Quecksilber bildet Galinstan leicht Legierungen mit festen Metallen; beispielsweise lässt sich Aluminium in Galinstan auflösen.
Galinstan besitzt eine sehr große Oberflächenspannung von ca. 600 mN/m. (Im Vergleich: Wasser ca. 72,75 mN/m, Quecksilber ca. 490 mN/m, alle bei 20 °C).

## Zusammensetzung und Schmelzpunkt
Galinstan ist eine Legierung mit den wesentlichen Bestandteilen Gallium (Ga), Indium (In) und Zinn (Sn). In der Literatur wird der Begriff Galinstan manchmal auch für die eutektische Legierung dieser drei Metalle verwendet. Die eutektische Zusammensetzung (Massenprozent) ist in etwa 68,5 % Ga, 21,5 % In und 10 % Sn. Verschiedene Quellen nennen kleinere Abweichungen der Massenprozent-Werte. Die eutektische Legierung besitzt einen Schmelzpunkt von ca. 11 °C, was durch dynamische Differenz-Kalorimetrie (DSC) und rheologische Messmethoden bestätigt wurde. Für Galinstan ist oft ein Wert von −19 °C für den Schmelzpunkt angegeben. Es wurde lange geglaubt, dass dieser Phasenübergang wegen Unterkühlung abweicht. – Gallium und dessen Legierungen neigen zu Unterkühlung, d. h. der Gefrierpunkt kann weit niedriger sein als der Schmelzpunkt. Es werden Gefrierpunkte von −10 bis −21 °C in der Literatur genannt. Weiterhin wurde in der Fachliteratur auch eine mögliche Änderung der Zusammensetzung und ggf. auch Beimengungen anderer Metalle (z. B. Bismut) als Grund für die unterschiedlichen Schmelzpunkte genannt. Beimengungen von Bismut, Antimon und Blei konnten jedoch ausgeschlossen werden. Vielmehr werden dem technischen Produkt Galinstan zur Verwendung in Flüssigkeitsthermometern geringe Mengen Fließmittel zugesetzt, was den Unterschied der Schmelztemperaturen auslöst. Daher ist Galinstan im Sinne des Markeninhabers („Im wesentlichen aus unedlen Metallen bestehende Legierungen, insbesondere Galliumlegierungen“) keine eutektische Legierung. Das Fließmittel dient hierbei nicht nur dem Absenken des Schmelzpunktes, sondern auch der Verringerung der Oberflächenspannung (von ca. 600 auf ca. 535 mN/m) und Beeinflussung der Fließeigenschaften.

## Physikalische Eigenschaften
Galinstan ist eine silberfarbene, bei Raumtemperaturen flüssige Legierung aus  68,5 % Ga, 21,5 % In und 10,0 % Sn und weist folgende physikalische Eigenschaften auf:
- Thermischer Volumenausdehnungskoeffizient: 0,000126 K−1
- Dichte: 6,44 g·cm−3[17]
- Schmelzpunkt: 10,5–11 °C (Eutektikum[4][10]), −19,5 °C ([18])
- Siedepunkt: > 1300 °C[17]
- Dampfdruck: <10−8 Torr (bei 500 °C)[17]
- Löslichkeit: unlöslich in Wasser und organischen Lösungsmitteln[17]
- Oberflächenspannung: 587–605 mN/m[4][5][6]
- (dynamische) Viskosität: ca. 0,0203 P,[6] Werte zwischen 0,019 und 0,024 P sind in der Literatur genannt.[4]
- Elektrische Leitfähigkeit: 0,33–0,34·105 S/cm[4][6][19]
- Wärmeleitfähigkeit: 24,9–25,4 W/m·K[4][19][20]
- Spezifische Wärmekapazität: 295–390 J/kg·K[4][21]

Zu einigen physikalischen Eigenschaften gibt es widersprüchliche Angaben. Das betrifft Schmelztemperatur, Oberflächenspannung, Viskosität und Wärmeleitfähigkeit. Beim Schmelzpunkt ist eventuell die Diskrepanz zwischen Schmelz- und Gefrierpunkt wegen Unterkühlung die Ursache. Die hohe Reaktivität von Galinstan (und auch anderen Gallium-basierten Legierungen) ist vermutlich ein Grund für die große Streuung aller Messwerte. Gallium und seine Legierungen bilden an Luft und auch in Wasser eine selbst-limitierende Oxidschicht, die das Metall am Fließen hindert. Die Änderung der Oberflächeneigenschaften und die veränderten Adhäsions-/Benetzungseigenschaften wirken sich auf die Messung der physikalischen Eigenschaften aus. Zum Beispiel werden Werte zwischen 535 mN/m und 718 mN/m für die Oberflächenspannung von Galinstan in der Literatur genannt. Ein Wert von 718 mN/m ist jedoch unwahrscheinlich – Gallium besitzt eine Oberflächenspannung von ca. 711 mN/m., durch Legieren mit Indium (ca. 560 mN/m) oder Zinn (ca. 560 mN/m) verringert sich die Oberflächenspannung. Bei Gallium-Zinn ist zu sehen, dass sich die Oberflächenspannung durch Zugabe von Zinn von ca. 700 mN/m kontinuierlich auf ca. 540 mN/m (reines Zinn) verringert (Werte für 723 K). Daher sollte die Oberflächenspannung von Galinstan weit niedriger sein als die Oberflächenspannung von reinem Gallium. Darüber hinaus ist die Oberflächenspannung meist nicht niedriger als die niedrigste Oberflächenspannung der reinen Metalle. Daher ist ein Wert von 535 mN/m auch unwahrscheinlich. Vielmehr sollte der Wert für Galinstan nahe am Wert für das Eutektikum Gallium-Indium (EGaIn) liegen (624 mN/m) Als Gründe für die weite Streuung ist zum einen die starke Neigung von Galinstan zur Oxidierung zu nennen. Oxidation verringert die Oberflächenspannung, jedoch ist diese dann sehr schwer zu messen, da durch die Haut die Form eines Galinstantropfens nicht mehr im Gleichgewicht ist. Mithilfe von Vibrationen wurde 2021 die Oberflächenspannung von Galinstan (und EGaIn) mit Oxidschicht zu circa 360 mN/m gemessen. Daher sind die Ausbildung der Fließgrenze und die Verringerung der Oberflächenspannung durch Oxidation vermutlich die Hauptgründe für unterschiedliche Literaturwerte der Oberflächenspannung. Einige niedrige Werte sind auf das Messen von Galinstan (das technische Produkt) anstatt dem eutektischen Ga-In-Sn zurückzuführen.
Oft wird in der Literatur ein Wert von 15 W/(m·K) für die Wärmeleitfähigkeit angegeben. Dieser Wert ist jedoch geringer als der Wert für die Wärmeleitfähigkeit von EGaIn (ca. 26 W/(m·K)), obwohl Galinstan und EGaIn eine ähnliche Zusammensetzung aufweisen und beide eine elektrische Leitfähigkeit von ca. 0,34·105 S/cm aufweisen. Laut dem Wiedemann-Franz-Lorenz Gesetz ist die elektrische Leitfähigkeit mit der thermischen Leitfähigkeit verknüpft. Andere Messungen der thermischen Leitfähigkeit von Galinstan ergaben einen Wert von ca. 25 W/(m·K), was eher im Einklang mit dem Wiedemann-Franz-Lorenz Gesetz ist. Mögliche Ursachen für abweichende Werte sind das fehlerhafte Benetzen von Oberflächen, auch durch Oxidschichten. Das technische Produkt Galinstan weist eine geringere elektrische und thermische Leitfähigkeit auf als das eutektische Ga-In-Sn.

## Verwendung

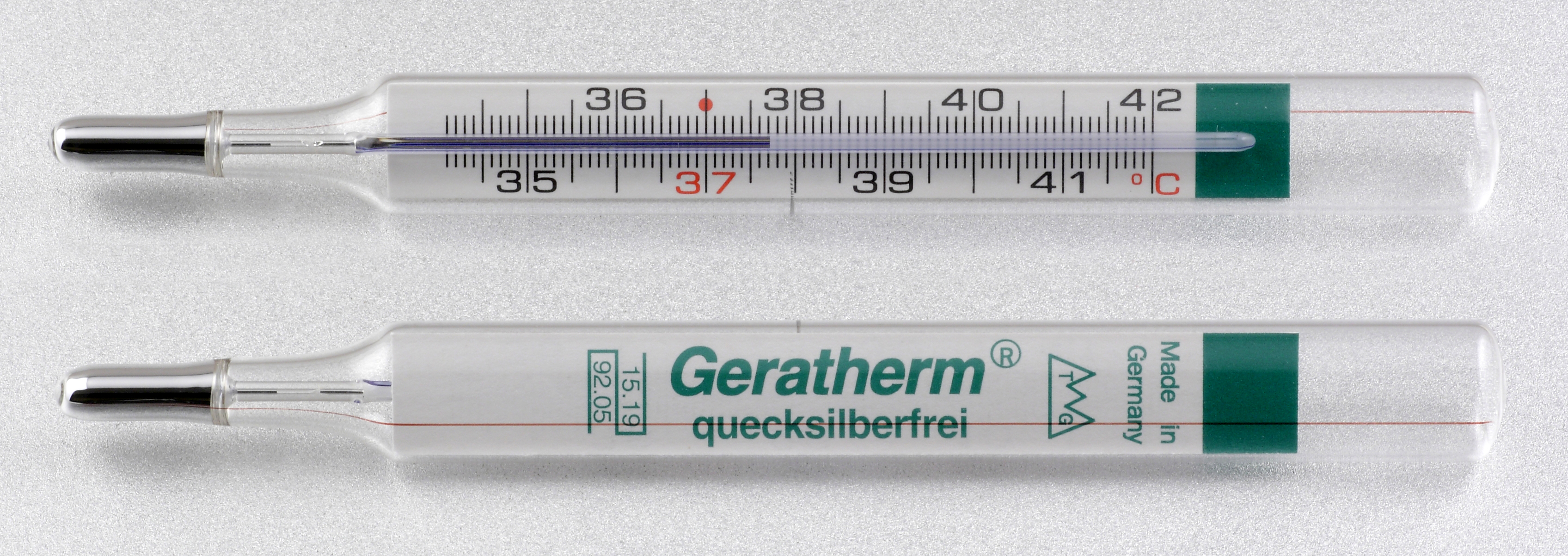
Galinstan-Fieberthermometer von Geratherm

Galinstan wird vor allem als ungiftiger Ersatz in vielen Anwendungen eingesetzt, bei denen flüssiges Quecksilber oder Natrium-Kalium-Eutektikum (NaK) verwendet wurde; unter anderem für Fieberthermometer.
Da es sich bei Galinstan um eine flüssige Metall-Legierung handelt, wird in der wissenschaftlichen Forschung die Anwendung von Galinstan und nicht-toxischer flüssiger Metalle wegen ihrer Verformbarkeit für flexible und dehnbare Elektronik, für flexible Schalter und als thermisches Grenzflächen-Material (siehe auch eng. thermal interface material) untersucht.